# 正親町公明
正親町 公明（おおぎまち きんあき）は、江戸時代後期の公家。初名は公功（きんかつ）。孝明天皇の曽祖父。

## 経歴
1765年（明和2年）蔵人頭、1768年（明和5年）参議、1779年（安永8年）権大納言に至る。翌1780年（安永9年）から院評定衆・院伝奏を歴任。1791年（寛政3年）から武家伝奏となるが、翌1792年（寛政4年）尊号一件（光格天皇が実父典仁親王に太上天皇号を贈ろうとしたが幕府に拒否された事件）の責任をとらされて職を免じられた。1803年（享和3年）後桜町上皇の院別当を辞して、出家し竟空と号した。

## 系譜
- 父：正親町実連
- 母：広幡豊忠の娘
- 室：鍋島親（鍋島直員の娘、鍋島治茂養女）
- 子女
  - 男子：正親町実賢 - 早世
  - 男子：正親町実光（1777-1817）
  - 男子：成実 - 仁和寺
  - 男子：藪実嗣（1793-1851） - 藪公師養子
  - 男子：裏辻実孚（1794-1811） - 裏辻公周養子
  - 女子：八千子（?-1812） - 西園寺寛季継室
  - 女子：環子（1780-?） - 新清和院女房
  - 女子：鐘子（鍾子）（玉瀧院）（1782-?） - 後桜町院女房